# Rock Formations
Rock Formations is de eerste lp van de band Yawning Man. Bij de lp is ook een dvd uitgebracht 'Live at W2 Den Bosch' met live beelden van het optreden in concertzaal W2 op 17 juni 2005. Billy Cordell is te zien als bassist tijdens de tour van 2005 in Europa. 

## Tracklist
| nr. | titel                       | duur |
| --- | --------------------------- | ---- |
| 1   | Rock Formations             | 5:20 |
| 2   | Perpetual Oyster            | 5:20 |
| 3   | Stoney Lonesome             | 6:01 |
| 4   | Split Tooth Thunder         | 2:57 |
| 5   | Sonny Bono Memorial Freeway | 3:51 |
| 6   | Airport Boulevard           | 5:21 |
| 7   | Advanced Darkness           | 2:33 |
| 8   | She Scares Me               | 4:08 |
| 9   | Crater Lake                 | 3:36 |
| 10  | Buffalo Chips               | 4:25 |

DVD Live at W2 Den Bosch
| nr. | titel                        |
| --- | ---------------------------- |
| 1   | Perpetual Oyster             |
| 2   | Digital Smoke Signal         |
| 3   | Rock Formations              |
| 4   | Stoney Lonesome              |
| 5   | Split Tooth Thunder          |
| 6   | Crack, Harden, Dry           |
| 7   | Manolete                     |
| 8   | Fires of Papa's Chili        |
| 9   | Advanced Darkness            |
| 10  | Encounters With An Angry God |
| 11  | Buffalo Chips                |
| 12  | Airport Boulevard            |

## Bandleden
- Alfredo Hernandez - drum
- Mario Lalli - basgitaar
- Gary Arce - gitaar